# 白鳥義三郎
白鳥 義三郎（しらとり ぎさぶろう、1898年（明治31年）9月21日 - 1965年（昭和40年）12月27日）は日本の千葉県出身の教育者・政治家。千葉県津田沼町長、習志野市初代市長などを歴任。習志野市立習志野高等学校の創立に尽力した。

## 経歴及び人物
白鳥与惣左衛門の四男として千葉県千葉郡津田沼町久々田に生まれる。1926年（大正15年）、ベルリン工科大学建築科を卒業、帰国後は東京で教師をつとめた後、合理主義と人道主義の精神に徹した政治活動を展開。
1947年（昭和22年）、公選首長として津田沼町長となり、1955年（昭和30年）、習志野市制が施行されて連続2期市長に当選、文京住宅都市としての習志野市の基礎を築き、大いに地方自治を推進した文化人市長として知られた。白鳥は第2次世界大戦直後の混乱と窮乏の中で「教育の振興こそ救国の大業町政発展の根源にして現下の急務なり」と力説、帝国女子医学薬学専門学校薬学科及び帝国女子理学専門学校（現在の東邦大学）や千葉工業大学の誘致を推進するなど、学校施設の整備を計画的に実行していった。そして1957年（昭和32年）には人口わずか3万4千人の小都市でありながら市立高校を設置、幼児教育施設も市立の幼稚園、保育所のみで全市の需要を充足、教育先進都市として注目された。
町長から市長歴任時にかけて千葉県町村会会長、全国町村会会長、全国市長会評議員に就き全国的なスケールで地方行政の基礎づくりに奔走、官庁の非民主制、非能率性を指摘、経営理念の確立と地方財源の確立を主張、1957年（昭和32年）には地方自治行政功労者として内閣総理大臣から表彰を受けている。